# Resinomycena pyrenaica
Resinomycena pyrenaica är en svampart som beskrevs av Singer 1986. Resinomycena pyrenaica ingår i släktet Resinomycena och familjen Mycenaceae.   Inga underarter finns listade i Catalogue of Life.